# 托莱多桥
托莱多桥（西班牙语: Puente de Toledo）是西班牙马德里的一座古桥，建于1718-1732年，巴洛克风格，建筑师Pedro de Ribera。跨曼萨纳雷斯河。

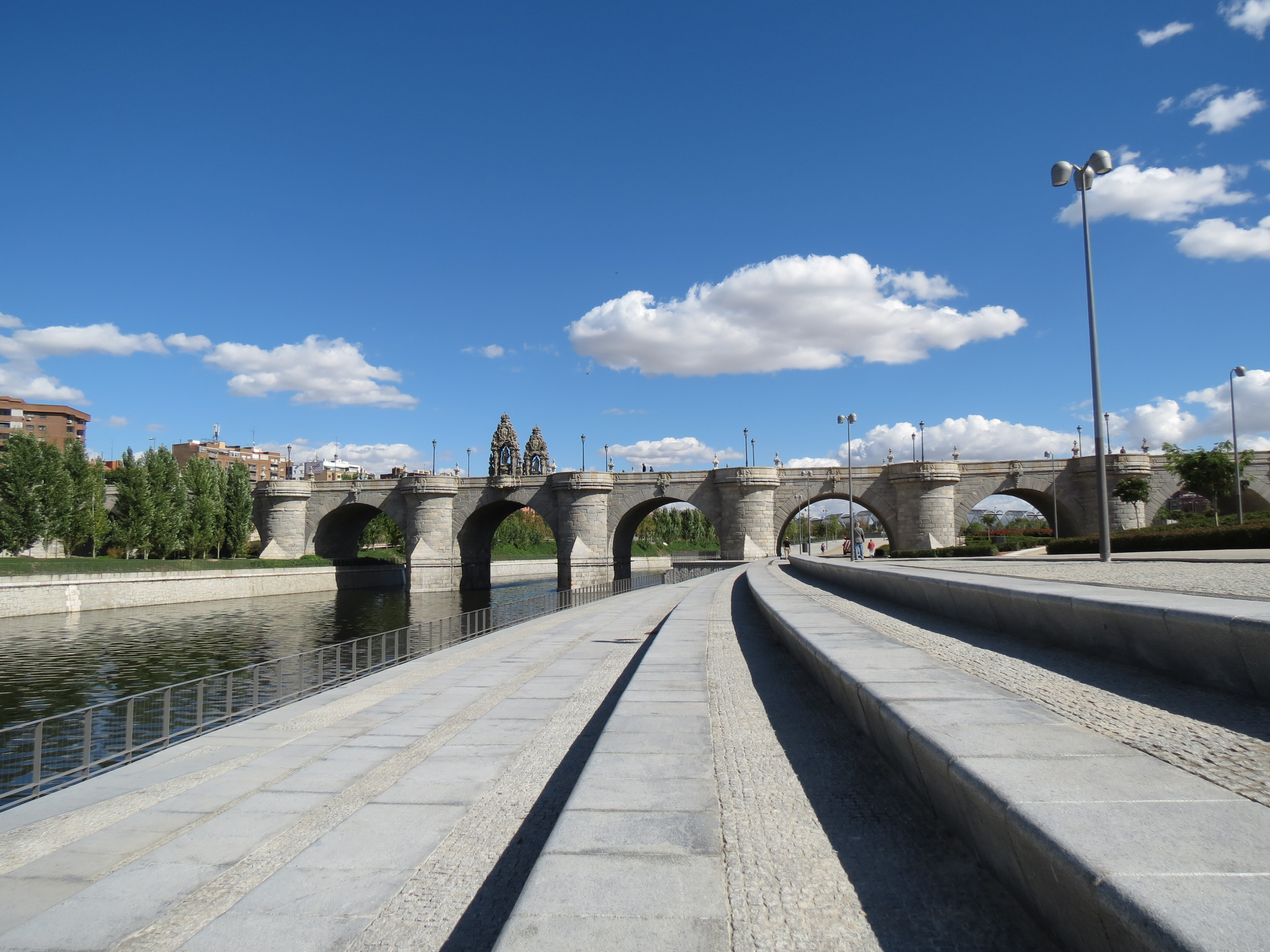
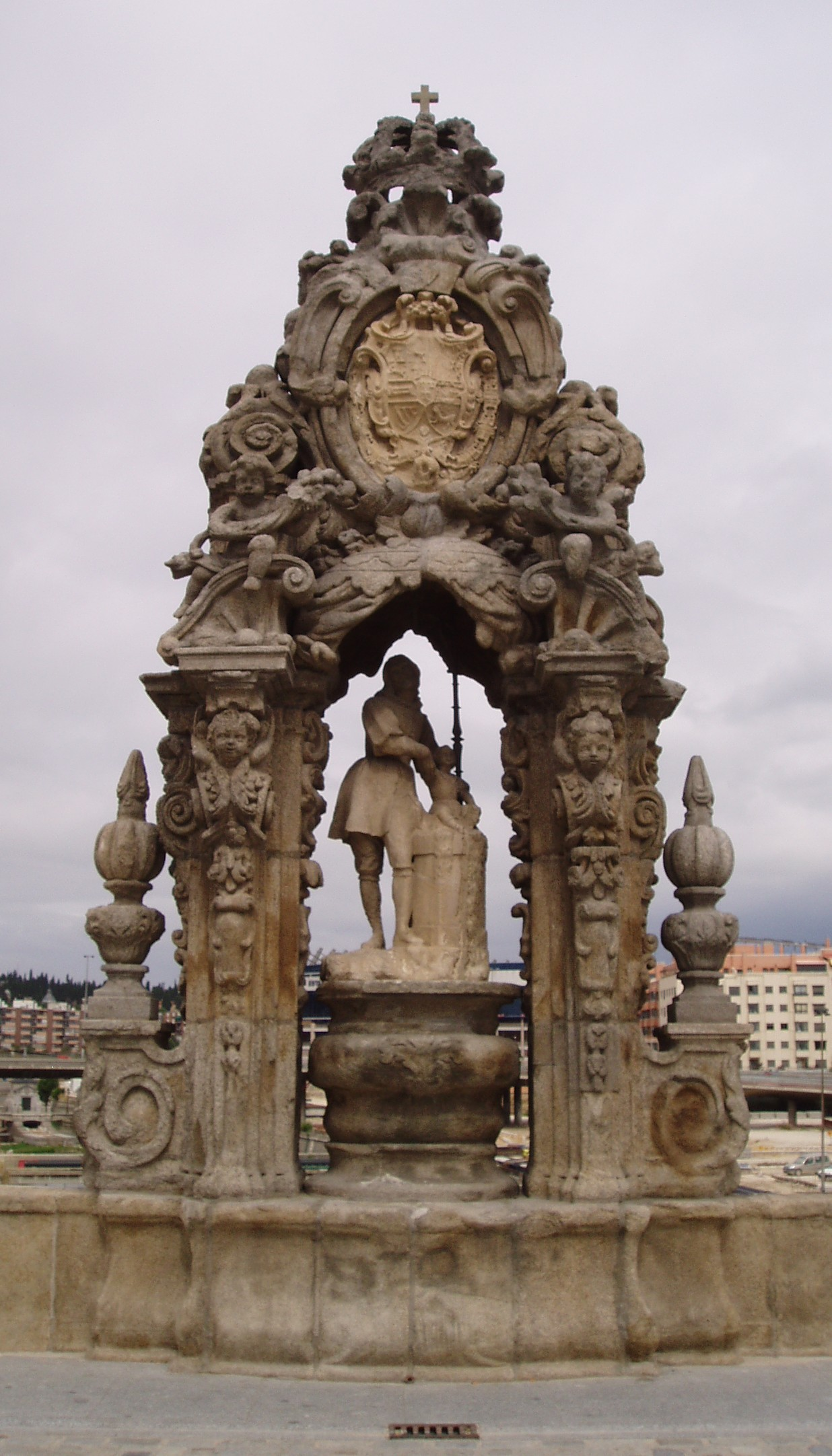
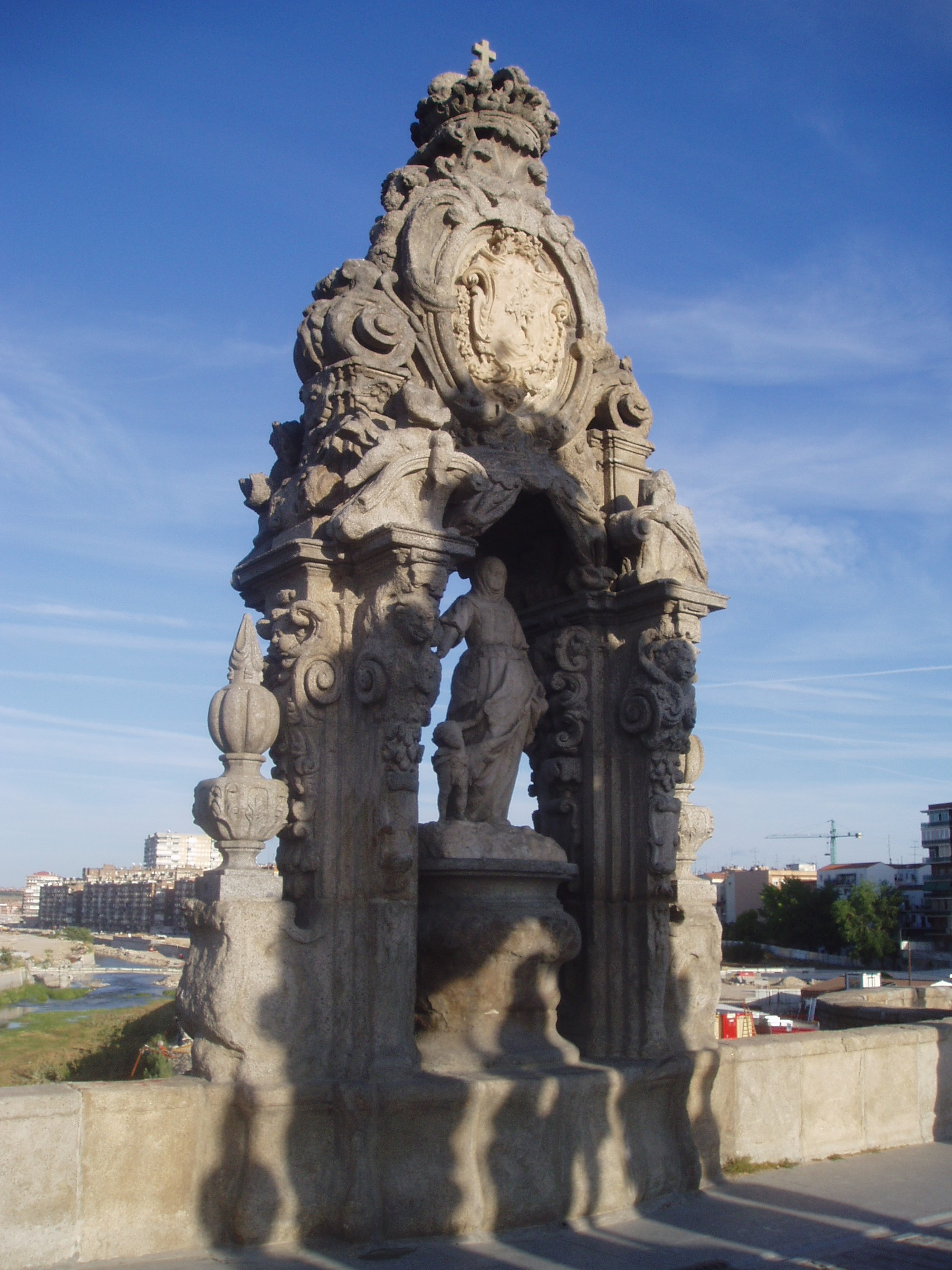

1956年，该桥列为保护建筑。